# Angelo Zucchi
Angelo Zucchi (Siziano, 14 ottobre 1955) è un politico italiano.

## Biografia

### Elezione a deputato
Alle elezioni politiche del 2006 viene eletto deputato della XV legislatura della Repubblica Italiana nella circoscrizione V Lombardia per il Partito Democratico, verrà rincorreresti alle successive elezioni del 2008.
Nel 2013 diviene capo della segreteria del Sottosegretario di Stato al Ministero delle politiche agricole alimentari e forestali Maurizio Martina, mantenendo il ruolo anche quando questi diverrà ministro nel 2014 con i Governi Renzi e Gentiloni.